# スィヤル
スィヤルは、前近代イスラーム世界の根幹法であったシャリーアの国際法規定をさす言葉である。イスラーム国際法とも呼ばれる。スィヤルは主としてイスラーム法の支配する国家（群）と、その他の国家（群）との関係に関する規則であり、その点ですべての国家間の関係に適用される現代国際法とは法の性質に違いがある。現在ではイスラーム世界でも現代国際法が用いられており、スィヤルはムスリム、とりわけイスラーム法学者や指導者の私的観念・理論として残存しているにとどまる。
元来のスィヤルにおいて、世界はイスラーム法により統治される領域であるダール・アル＝イスラームと、非イスラーム法により統治されるダール・アル＝ハルブに二分されていた。ダール・アル＝イスラームの定義はイスラーム法により統治される領域であるため、住民の多数が非ムスリムであってもかまわず、逆にムスリムが多数を占めていても、イスラーム法による統治が行われていない地域・国家はダール・アル＝ハルブに属する。
ダール・アル＝イスラームの指導者（カリフ）にとって、ダール・アル＝ハルブに属する国家群への侵略と征服は義務であり、究極的には全世界をダール・アル＝イスラームに包括しなければならない。征服された地域の非ムスリムは、イスラーム法統治下で、ムスリムの下位にある二等市民ズィンミーとして処遇される。彼らは生命、財産、内面における信教の自由を完全に保障され、宗教的儀礼も行うことが許される。しかし人頭税ジズヤを支払う義務があり、信仰の表明に関する差別をはじめ、ムスリムに対してさまざまな面で劣位に置かれていた。また、非ムスリムの中でも背教者やイスラームの観点からして存在することが許されないとされた宗教の信者には、「コーランか剣か」が突きつけられることもあった。(ただしこのコーランか剣か発言は、西洋史観による、捏造であることがわかっている。)このような文明認識は、典型的な自文明中心主義といえる。
しかしムスリムの征服戦争による版図の拡大は、やがてキリスト教国やヒンドゥー教国の抵抗により停止し、武力によって世界をダール・アル＝イスラームに包括するという初期イスラームの理念は挫折した。そのためイスラーム法学者はダール・アル＝ハルブをダール・アル＝イスラームに組み込むジハードは、必ずしも武力によるものではなく、平和的宣教、すなわち言葉によるジハードでも可能であると主張した。また、ダール・アル＝イスラームも分裂を繰り返し、それぞれの国家がダール・アル＝ハルブの諸国と同盟を結ぶような事例も出てきた。そのためイスラーム法学者は世界の区分として第三の区分ダール・アル＝スルフというものを提示した。これは、イスラーム法により統治されない国家であるが、ダール・アル＝イスラーム（に属する国家）に対し敵対せず、休戦を求めてくる国家のことであり、ダール・アル＝イスラーム（に属する国家）の指導者は、このような国家に対し休戦の条約を結ぶことが可能とされた。休戦条約の期限は10年とされることが多いが、更新は無制限に可能であり、事実上長期同盟を正当化した。
近現代に入ると、欧州の軍事的優位に基づくダール・アル＝イスラームへの侵略と植民地化により、スィヤルはその効力を失い近代西欧国際法（現代国際法の前身）に取って代わられた。また1924年のオスマン家のカリフ廃位は、ダール・アル＝イスラーム（に属する国家）によるダール・アル＝ハルブへの侵略戦争としてのジハードを不可能にしたとされる。これは、侵略戦争としてのジハードを命じることができるのはカリフだけという名分論に基づく。しかし、現実に前近代イスラーム世界ではカリフ以外の施政者による侵略戦争としてのジハードも行われ、それは通常お抱えの法学者の支持を受けていた。そのためカリフ制消滅による侵略戦争としてのジハードの停止論は、むしろスィヤルが効力を失い、ムスリムが非イスラーム的国際法の元で非ムスリムと平和的に共存せねばならない現状を追認したものであったともされる。
また、ダール・アル＝イスラームの定義も、イスラーム教徒が自由にその信仰を表明でき、実践できるならば、たとえその地域や国家がシャリーアにより統治されておらずとも、ダール・アル＝イスラームであるという新解釈が生まれ、一定の広まりを見せた。これも非イスラーム的国際法の元での共存を目指した新解釈であるとされる。しかし、イスラーム原理主義者をはじめこの解釈を受け入れない人々も少なくない。